# Emil Breitkreutz
Emil William Breitkreutz (Wausau, 16 novembre 1883 – San Gabriel, 3 maggio 1972) è stato un mezzofondista statunitense, specializzato negli 800 metri piani.
Nel 1904 prese parte ai Giochi olimpici di Saint Louis portando a casa la medaglia di bronzo nella sua specialità con un tempo di 1'56"4.

## Biografia
Era un ingegnere laureatosi presso la University of Southern California e confessò di essere più interessato alla Fiera mondiale di Saint Louis piuttosto che ai Giochi olimpici che si tenevano nella stessa città durante lo stesso anno.
Terminata la sua carriera da atleta, si dedicò alla dirigenza sportiva, diventando dapprima membro e successivamente presidente della Amateur Athletic Union.

## Palmarès
| Anno | Manifestazione  | Sede        | Evento    | Risultato | Prestazione | Note |
| ---- | --------------- | ----------- | --------- | --------- | ----------- | ---- |
| 1904 | Giochi olimpici | Saint Louis | 800 metri | Bronzo    | 1'56"4      |      |